# Р258 (Росія)
Автошлях Р258 — автомобільна дорога федерального значення. Частина автомагістралі Байкал (яка в свою чергу є частиною Транссибірської автомагістралі Іркутськ — Улан-Уде — Чита. До 31 грудня 2017 Автомагістраль М55

## Маршрут
0 км – Іркутськ, кінцева точка автостради R255
18 км – Шелехов
72 км – відгалуження на Слюдянку
123 км – Байкальськ
156 км – Видрино
209 км – Танхой
314 км – Бабушкін
359 км – Селенгинськ
408 км – Татаурово
448 км – Улан-Уде
500 км – Тарбагатай
565 км – Мухоршибір
655 км – Петровськ-Забайкальський
670 км – Баляга
685 км - Тарбагатай
740 км – Бада
794 км – Хілок
909 км – Танга
1002 км – Хадакта
1113 км – Чита, початок автостради R297 Амур

## Зображення
|  |  |  |